# Кастелсеприо
Кастелсеприо (итал. Castelseprio) је насеље у Италији у округу Варезе, региону Ломбардија.
Према процени из 2011. у насељу је живело 1253 становника. Насеље се налази на надморској висини од 309 м.

## Становништво
| 1931. | 1936. | 1951. | 1961. | 1971. | 1981. | 1991. | 2001. | 2011. |
| ----- | ----- | ----- | ----- | ----- | ----- | ----- | ----- | ----- |
| 590   | 562   | 732   | 866   | 923   | 1.077 | 1.097 | 1.237 | 1.281 |